# Синтезатор Муга
Синтезатор Муга (Moog) — модульний синтезатор, розроблений американським інженером Робертом Мугом. Moog дебютував у 1964 році, і компанія Moog RA Moog Co. (пізніше відома як Moog Music) випускала численні моделі з 1965 по 1980 рік. Це був перший комерційний синтезатор, якому приписують створення аналогового синтезатора, відомого сьогодні.

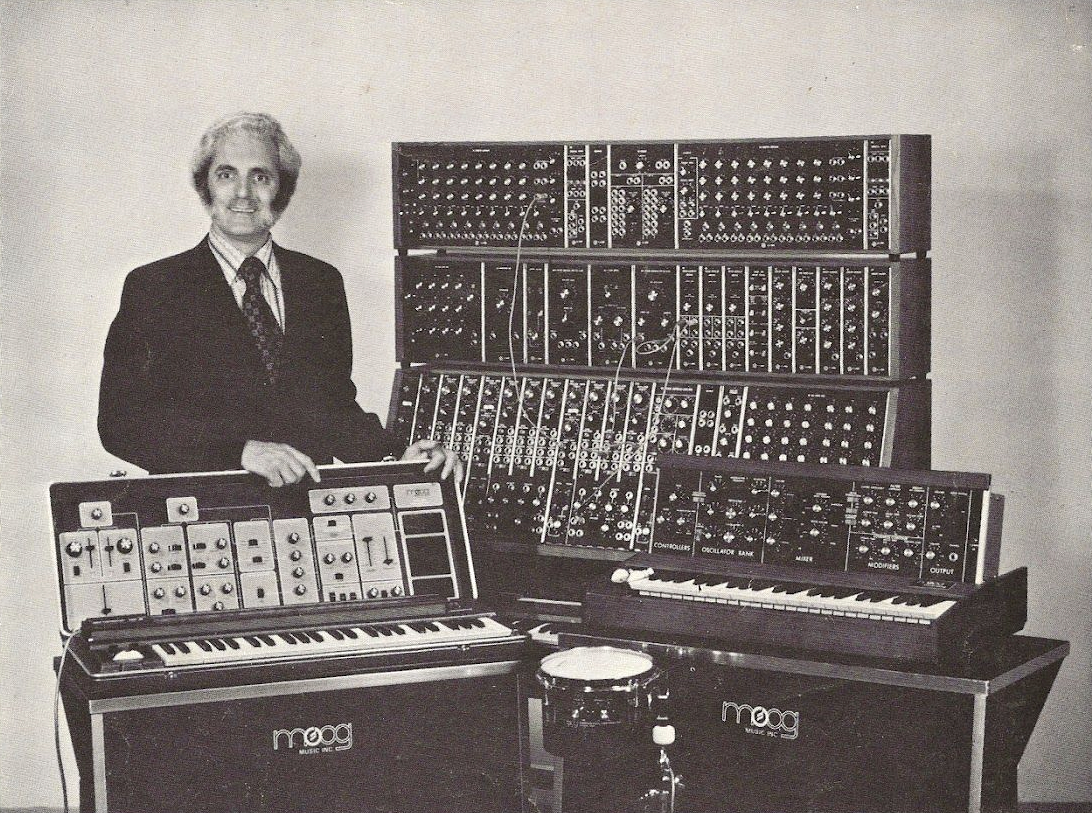
Роберт Муг з синтезатором Муга, 1970-ті роки

До 1963 року Роберт Муг займався продажем терменвоксів протягом декількох років. Із розробкою більш практичного і доступного обладнання для електронної музики, та на прохання композиторів (зокрема Володимира Уссачевського та Венді Карлоса) Муг розпочав розробку нового синтезатора. Основним нововведенням синтезаторів Муга було використання напруги для регулювання висоти тону за допомогою керованого напругою генератора. Крім того, вперше в синтезаторі Муга було втілено концепцію генераторів обвідних.
Синтезатор Moog складається з окремих модулів, таких як осцилятори, підсилювачі та фільтри, керовані напругою, генератори обвідних, генератори шуму, кільцеві модулятори, перемикачі та змішувачі, які можна підключити за допомогою патч-кордів. На синтезатора Муга грають, використовуючи клавіатуру, а також джойстики, педалі, стрічкові контролери, або керують за допомогою секвенсорів. Генератори звуку здатні творити різні тембри, що можуть бути змінені за допомогою фільтрації (субтрактивний синтез).
Синтезатор Муга здобув популярність завдяки випуску альбому Switched-On Bach (1968), в якому представлені композиції Й. С. Баха в обробці для синтезатора Венді Карлоса. Наприкінці 1960-х синтезатор Муга використовувався у творчості гуртів Doors, Grateful Dead, Rolling Stones і Beatles. На піку популярності синтезатор Муга став знаковим інструментом прогресивного року 1970-х років, синтезатор використовували гурти Yes, Tangerine Dream та Emerson, Lake & Palmer. Завдяки своїй здатності імітувати струнні і духові інструменти, синтезатор Муга загрожував роботам сесійних музикантів і на певний час був заборонений до використання в комерційних роботах.

## Список синтезаторів Муґа
|                  |
|                  |
|                  |
|                  |
| Синтезатори Муга |

Протягом свої діяльності Муґ розробив ряд моделей синтезаторів. В 1953—1972 роках вони випускалися компанією R.A. Moog Co. В 1972 R.A. Moog Co. була перейменована на «Moog Music» і до 1977 року Муґ працював в цій компанії. 1977 року Муґ був вимушений покинути цю компанію через недолугий менеджмент і заснувати компанію Big Briar, що випускала переважно терменвокси, і, пізніше, аналогові ефект-процесори, зокрема педалі moogerfooger, натомість ряд моделей компанії «Moog Music» були випущені на початку 1980-х без участі самого Р. Муґа. В 1986 компанія «Moog Music» заявила про банкрутство, натомість в 2001 Муґ зумів повернути собі права на бренд «Moog Music» і очолювана ним компанія Big Briar дістала цю назву.
Таким чином список моделей, випущених Муґом та Moog music включає:
1953-1977
- Moog modular synthesizer (1963–80)
- Minimoog[en] (1970–81)[3]
- Moog Satellite (1974–79)
- Moog Sonic 6[en] (1974–79)
- Minitmoog (1975–76)
- Micromoog[en] (1975–79)
- Polymoog[en] (1975–80)
- Moog Taurus[en](bass pedals) (1976–83)

1977-2001 (без участі Муґа)
- Multimoog[en] (1978–81)
- Moog Prodigy[en] (1979–84)
- Moog Liberation[en] (1980)
- Moog Opus-3 (1980)
- Moog Concertmate MG-1[en] (1981)
- Moog Rogue[en] (1981)
- Moog Source[en] (1981)
- Memorymoog[en] (1982–85)

з 1990-х за участі Муґа
- Moogerfooger[en] (1998–present)
- Minimoog Voyager[en] (2002–present)
- Moog Little Phatty[en] (2006–present)

розроблені Moog music після смерті Р. Муґа
- Old School[en] (2008–09)
- Slim Phatty[en] (2010)
- Taurus 3 bass pedal (2011)
- Minitaur (2011)